# Рослини Запорізької області, занесені до Червоної книги України
Список рослин Запорізької області, занесених до Червоної книги України.

## Статистика
До списку входить 66 видів рослин, з них:
- Судинних рослин — 55;
- Мохоподібних — 1;
- Водоростей — 3;
- Лишайників — 4;
- Грибів — 3.

Серед них за природоохоронним статусом: 
- Вразливих — 35;
- Рідкісних — 14;
- Недостатньо відомих  — 0;
- Неоцінених — 13;
- Зникаючих — 4;
- Зниклих у природі — 0;
- Зниклих — 0.

## Список видів
| № п/п | Українська назва виду                                                                    | Латинська назва виду                                                         | Природоохоронний статус | Група           |
| ----- | ---------------------------------------------------------------------------------------- | ---------------------------------------------------------------------------- | ----------------------- | --------------- |
| 1     | Альдрованда пухирчаста                                                                   | Aldrovanda vesiculosa L.                                                     | Рідкісний               | Судинні рослини |
| 2     | Астрагал Геннінга                                                                        | Astragalus henningii (Steven) Boriss.                                        | Рідкісний               | Судинні рослини |
| 3     | Астрагал дніпровський                                                                    | Astragalus borysthenicus Klokov                                              | Рідкісний               | Судинні рослини |
| 4     | Астрагал одеський                                                                        | Astragalus odessanus Besser                                                  | Рідкісний               | Судинні рослини |
| 5     | Астрагал понтійський                                                                     | Astragalus ponticus Pall.                                                    | Вразливий               | Судинні рослини |
| 6     | Астрагал шерстистоквітковий                                                              | Astragalus dasyanthus Pall.                                                  | Вразливий               | Судинні рослини |
| 7     | Береза дніпровська                                                                       | Betula borysthenica Klokov                                                   | Неоцінений              | Судинні рослини |
| 8     | Білопечериця Мозера                                                                      | Leucoagaricus moseri (Wasser) Wasser                                         | Рідкісний               | Гриби           |
| 9     | Брандушка різнобарвна (пізньоцвіт різнобарвний)                                          | Bulbocodium versicolor (Ker Gawl.) Spreng.                                   | Вразливий               | Судинні рослини |
| 10    | Водяний горіх плаваючий                                                                  | Trapa natans L. s.l.                                                         | Неоцінений              | Судинні рослини |
| 11    | Волошка великопридаткова                                                                 | Centaurea appendicata Klokov                                                 | Зникаючий               | Судинні рослини |
| 12    | Волошка Конки                                                                            | Centaurea konkae Klokov                                                      | Зникаючий               | Судинні рослини |
| 13    | Волошка Талієва                                                                          | Centaurea taliewii Kleopow                                                   | Вразливий               | Судинні рослини |
| 14    | Гіацинтик Палласів                                                                       | Hyacinthella pallasiana (Steven) Losinsk.                                    | Вразливий               | Судинні рослини |
| 15    | Гніздівка звичайна                                                                       | Neottia nidus-avis (L.) Rich.                                                | Неоцінений              | Судинні рослини |
| 16    | Горицвіт весняний                                                                        | Adonis vernalis L.                                                           | Неоцінений              | Судинні рослини |
| 17    | Горицвіт волзький                                                                        | Adonis wolgensis Steven ex DC.                                               | Неоцінений              | Судинні рослини |
| 18    | Ентероморфа азовська                                                                     | Enteromorpha maeotica roschk.-Lavr.                                          | Рідкісний               | Водорості       |
| 19    | Залізняк скіфський                                                                       | Phlomis scythica Klokov et Des.-Shost.                                       | Неоцінений              | Судинні рослини |
| 20    | Зелениця сплюснута (дифазіаструм сплюснутий)                                             | Diphasiastrum complanatum (L.) Holub                                         | Рідкісний               | Судинні рослини |
| 21    | Зіркоплідник частуховий                                                                  | Damasonium alisma Mill.                                                      | Зникаючий               | Судинні рослини |
| 22    | Зморшок степовий                                                                         | Morchella steppicola Zerova.                                                 | Рідкісний               | Гриби           |
| 23    | Золотоборідник звичайний (Золотобородник цикадовий)                                      | Chrysopogon gryllus (L.) Trin.                                               | Вразливий               | Судинні рослини |
| 24    | Калофака волзька                                                                         | Calophaca wolgarica (L. f.) DC.                                              | Вразливий               | Судинні рослини |
| 25    | Карагана скіфська                                                                        | Caragana scythica (Kom.) Pojark.                                             | Вразливий               | Судинні рослини |
| 26    | Катран морський                                                                          | Crambe maritima L.                                                           | Вразливий               | Судинні рослини |
| 27    | Катран татарський                                                                        | Crambe tataria Sebeyk                                                        | Вразливий               | Судинні рослини |
| 28    | Кермечник злаколистий                                                                    | Goniolimon graminifolium (Aiton) Boiss.                                      | Вразливий               | Судинні рослини |
| 29    | Ковила відокремлена                                                                      | Stipa disjuncta Klokov                                                       | Вразливий               | Судинні рослини |
| 30    | Ковила волосиста                                                                         | Stipa capillata L.                                                           | Неоцінений              | Судинні рослини |
| 31    | Ковила дніпровська                                                                       | Stipa borysthenica Klokov ex Prokudin                                        | Вразливий               | Судинні рослини |
| 32    | Ковила Лессінга                                                                          | Stipa lessingiana Trin. et Rupr.                                             | Неоцінений              | Судинні рослини |
| 33    | Ковила найкрасивіша                                                                      | Stipa pulcherrima K. Koch                                                    | Вразливий               | Судинні рослини |
| 34    | Ковила пірчаста                                                                          | Stipa pennata L.                                                             | Вразливий               | Судинні рослини |
| 35    | Ковила українська                                                                        | Stipa ucrainica P. Smirn.                                                    | Неоцінений              | Судинні рослини |
| 36    | Косарики черепитчасті                                                                    | Gladiolus imbricatus L.                                                      | Вразливий               | Судинні рослини |
| 37    | Ксантопармелія грубозморшкувата, неофусцелія грубозморшкувата, пармелія грубозморшкувата | Xanthoparmelia ryssolea (Ach.) O. Blanco et al.                              | Вразливий               | Лишайники       |
| 38    | Ксантопармелія загорнута, ксантопармелія камчадальська, пармелія блукаюча                | Xanthoparmelia convoluta (Krempelh.) Hale                                    | Вразливий               | Лишайники       |
| 39    | Курай туполистий                                                                         | Salsola mutica C.A.Meyer = Soda acutifolia (Bunge) Mosyakin, Freitag & Rilke | Вразливий               | Судинні рослини |
| 40    | Ламкоколосник ситниковий                                                                 | Psathyrostachys juncea (Fisch.) Nevski                                       | Рідкісний               | Судинні рослини |
| 41    | Ласалія пухирчаста                                                                       | Lasallia pustulata (L.) Merat                                                | Рідкісний               | Лишайники       |
| 42    | Ласкавець найтонший (Ласкавець тонкий)                                                   | Bupleurum tenuissimum L.                                                     | Вразливий               | Судинні рослини |
| 43    | Міріостома шийкова (міріостома дірчаста, міріостома стрижневидна)                        | Myriostoma coliforme (With.: Pers.) Corda                                    | Рідкісний               | Гриби           |
| 44    | Морківниця узбережна (Морківниця прибережна)                                             | Astrodaucus littoralis (M.Bieb.) Drude                                       | Вразливий               | Судинні рослини |
| 45    | Пирій ковилолистий                                                                       | Elytrigia stipifolia (Czern. ex Nevski) Nevski                               | Неоцінений              | Судинні рослини |
| 46    | Півонія тонколиста                                                                       | Paeonia tenuifolia L.                                                        | Вразливий               | Судинні рослини |
| 47    | Пізньоцвіт анкарський                                                                    | Colchicum ancyrense B.L.Burtt                                                | Вразливий               | Судинні рослини |
| 48    | Плавун щитолистий                                                                        | Nymphoides peltata (S.G.Gmel.) Kuntze                                        | Вразливий               | Судинні рослини |
| 49    | Повстянка дніпровська (цимбохазма дніпровська)                                           | Cymbochasma borysthenica (Pall. ex Schlecht.) Klokov et Zoz                  | Рідкісний               | Судинні рослини |
| 50    | Птеригоневр Козлова                                                                      | Pterygoneurum kozlovii Laz.                                                  | Рідкісний               | Мохоподібні     |
| 51    | Рябчик малий                                                                             | Fritillaria meleagroides Patrinex Schult. et Schult.f.                       | Вразливий               | Судинні рослини |
| 52    | Рябчик руський                                                                           | Fritillaria ruthenica Wikstr.                                                | Вразливий               | Судинні рослини |
| 53    | Сальвінія плаваюча                                                                       | Salvinia natans (L.) All.                                                    | Неоцінений              | Судинні рослини |
| 54    | Солодка гола                                                                             | Glycyrrhiza glabra L.                                                        | Неоцінений              | Судинні рослини |
| 55    | Тамарикс стрункий                                                                        | Tamarix gracilis Willd.                                                      | Вразливий               | Судинні рослини |
| 56    | Тюльпан гранітний                                                                        | Tulipa graniticola (Klokov et Zoz) Klokov                                    | Вразливий               | Судинні рослини |
| 57    | Тюльпан дібровний                                                                        | Tulipa quercetorum Klokovet Zoz                                              | Вразливий               | Судинні рослини |
| 58    | Тюльпан змієлистий                                                                       | Tulipa ophiophylla Klokovet Zoz                                              | Вразливий               | Судинні рослини |
| 59    | Тюльпан Шренка                                                                           | Tulipa schrenkii Regel                                                       | Вразливий               | Судинні рослини |
| 60    | Франкенія припорошена                                                                    | Frankenia pulverulenta L.                                                    | Вразливий               | Судинні рослини |
| 61    | Хара Брауна                                                                              | Chara braunii C.C. Gmellin                                                   | Вразливий               | Водорості       |
| 62    | Хара сивіюча                                                                             | Chara canescens Desv. et Loisel in Loisel                                    | Рідкісний               | Водорості       |
| 63    | Цетрарія степова, целокаулон степовий, корнікулярія степова                              | Cetraria steppae (Savicz) Kärnef.                                            | Вразливий               | Лишайники       |
| 64    | Цибуля савранська                                                                        | Allium savranicum Besser                                                     | Вразливий               | Судинні рослини |
| 65    | Часник переодягнений                                                                     | Allium pervestitum Klokov                                                    | Зникаючий               | Судинні рослини |
| 66    | Шафран сітчастий                                                                         | Crocus reticulatus Steven ex Adams                                           | Неоцінений              | Судинні рослини |